# Achilleion (Leipzig)

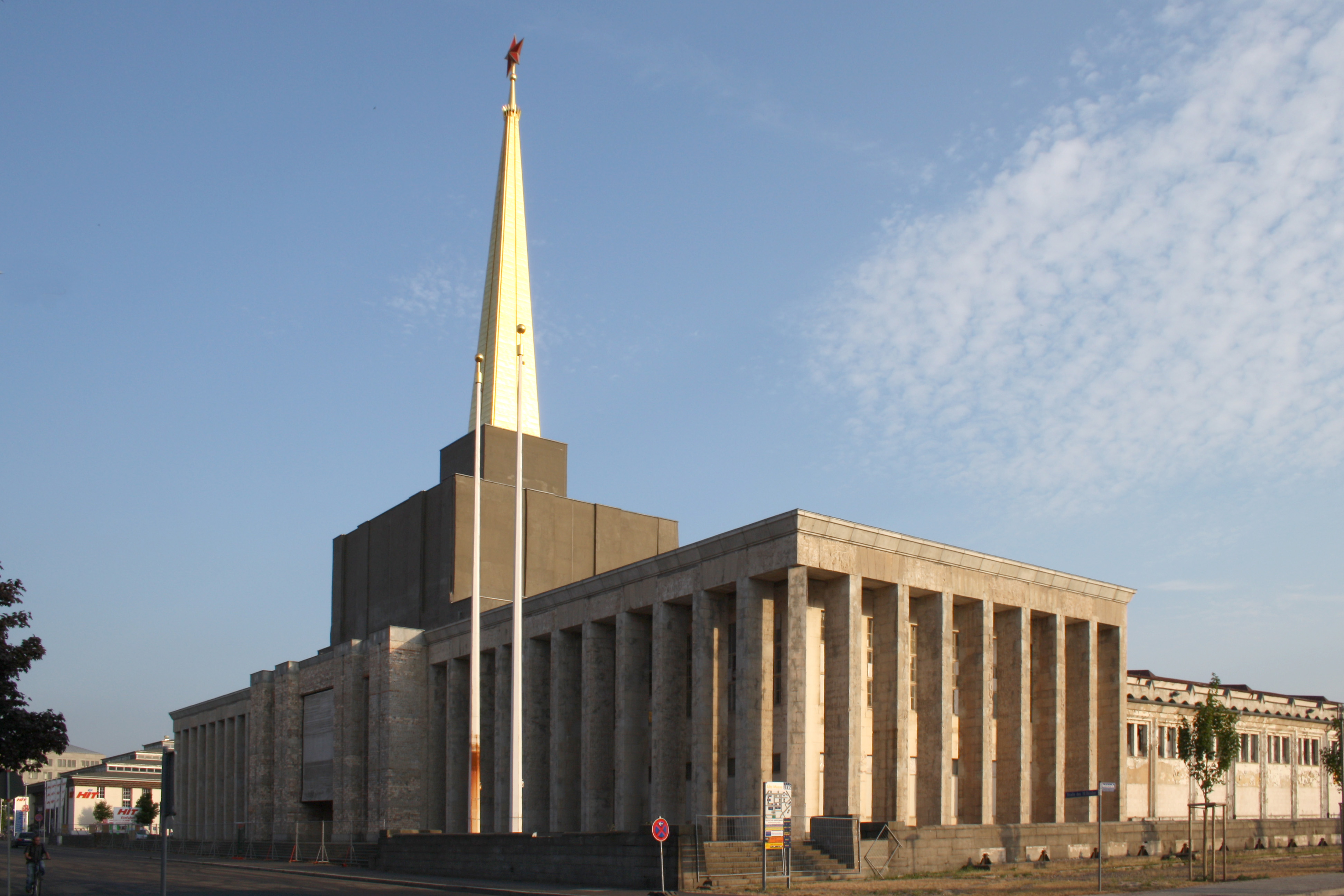
Sowjetischer Pavillon 2010

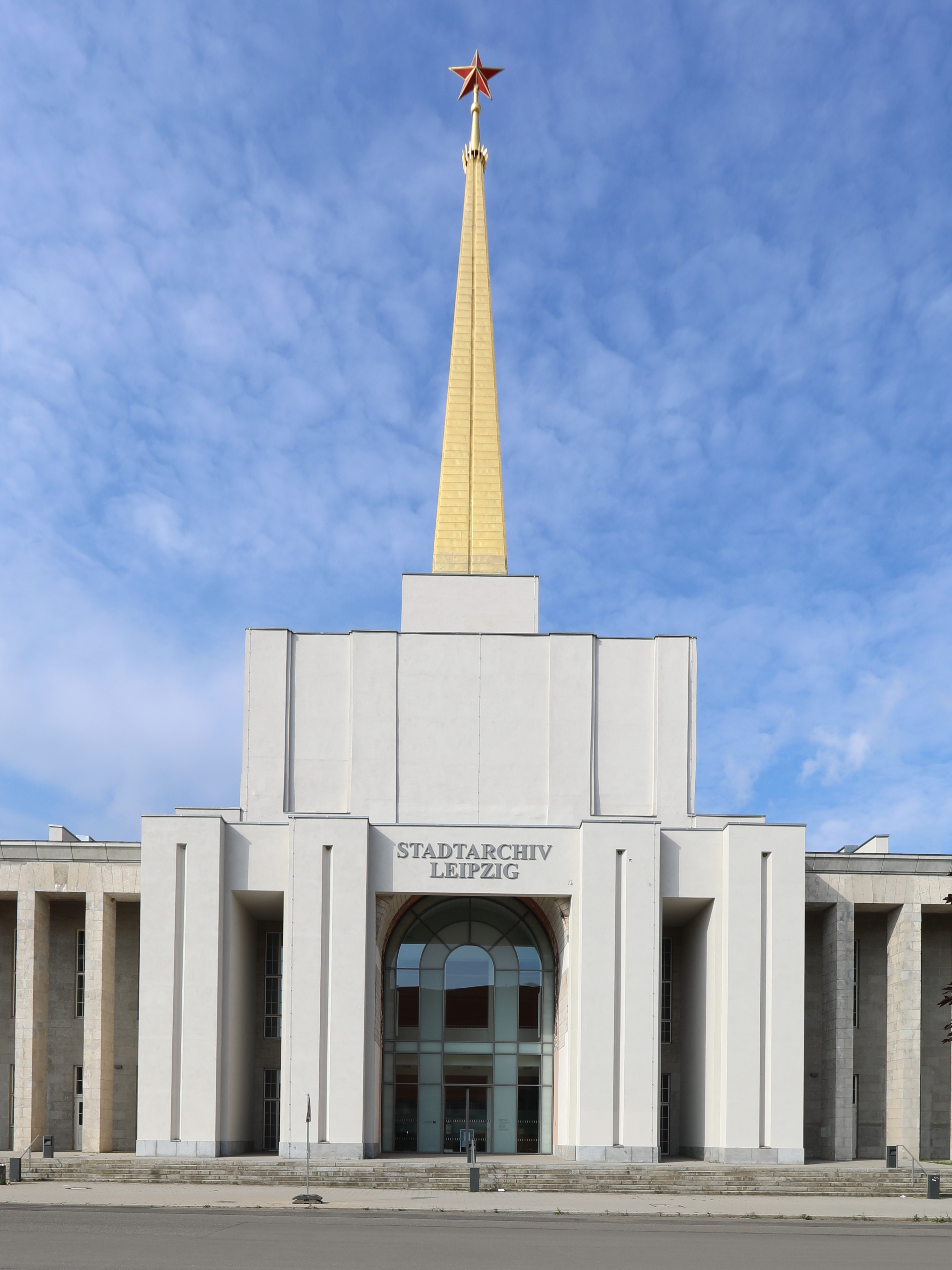
Front des neuen Stadtarchivs im ehemaligen Sowjetischen Pavillon (2021)

Das Achilleion war die 1923–1924 in Leipzig erbaute Messehalle 9, deren Ausstellungshalle auch als Sportpalast genutzt wurde. Der Gebäudekomplex stand auf dem alten Messegelände und wurde im Zweiten Weltkrieg stark beschädigt. Anfang der 1950er Jahre folgte die Neugestaltung zum Sowjetischen Pavillon und Mitte der 1950er Jahre die Umnummerierung in Messehalle 12. Seit Oktober 2019 wird nach einem Umbau der noch verbliebene Kopfbau vom Stadtarchiv Leipzig genutzt. 

## Geschichte des Gebäudes
1913 war Leipzig Ort der Internationalen Baufach-Ausstellung. Die damals errichteten Hallen wurden ab 1920 teilweise für die Technische Messe genutzt, deren Erfolg bald Neubauten erforderlich machte. Das später Achilleion genannte Bauwerk entstand auf dem damaligen Messegelände von 1923 bis 1924 als Ausstellungshalle der Mitglieder des Vereins Deutscher Werkzeugmaschinenfabriken e. V. (VDW). Der 81,5 Meter breite und 192 Meter lange Gebäudekomplex bestand aus dem Kopfbau (Portikus) und der anschließenden Halle.
Der Portikus hatte eine dreiseitige Pfeiler-Kolonnade und einen zentralen kubischen Aufbau. Er war mit Kunststeinmaterial verkleidet und beherbergte die repräsentativen Verwaltungsräume der Messe- und Ausstellungs-AG. Er war von dem Architekten Oskar Pusch gestaltet worden. Der Architekt Carl Krämer und das Baubüro der Messe- und Ausstellungs-AG planten die dreischiffige Halle mit einem tonnengewölbten Mittelschiff, in dem Großmaschinen ausgestellt wurden.
In den 1920er-Jahren wurden in vielen deutschen Städten neue Sportstätten gebaut, zum Beispiel Stadien in Hamburg, Nürnberg, Frankfurt am Main und Frankfurt an der Oder und die Westfalenhalle in Dortmund. Auch in Leipzig wünschte man sich eine Halle, insbesondere für Radrennen, jedoch konnte die Stadt kein Geld dafür aufbringen. Schließlich erklärte sich der Verband der Werkzeugmaschinenfabrikanten bereit, seine Messehalle in den Wintermonaten zur Verfügung zu stellen, und der Verein Sportplatz Leipzig übernahm die Kosten für die Umgestaltung des Innenraums. Die Architekten ließen in der nüchtern-modernen Halle einen antikisierenden Portikus errichten. Am 8. Oktober 1927 wurde die Sporthalle für 8000 Zuschauer unter dem Namen „Achilleion“ eröffnet.
Der Sportpalast in der Messehalle war als vorläufige Lösung gedacht, blieb aber lange Leipzigs einzige Großsporthalle. Das Konzept der Kombinations-Halle mit Ausstellungen und Sportveranstaltungen erwies sich als erfolgreich und wurde auch 50 Jahre später beim Bau der Messehalle 7 übernommen.
Bei den Luftangriffen des Zweiten Weltkriegs wurde das Achilleion stark beschädigt und erst 1950, zum Messepavillon der Sowjetunion umgewidmet, wieder eröffnet. Bis zum Ende der DDR diente es als Ausstellungspavillon der UdSSR und war Startpunkt für die Messerundgänge der Staats- und Parteiführung.
1951 wurde der Architekt Walter Lucas mit der Planung eines umfassenden Umbaus des sowjetischen Pavillons beauftragt, der im Herbst 1952 abgeschlossen war. Die Fassade und der Innenraum wurden nach dem Vorbild von Bauten der Allunions-Landwirtschaftsausstellung des Jahres 1939 in Moskau umgestaltet.
Durch den Umbau des Hallenendes entstand ein Zwischenbau mit einer Ruhmeshalle. Die Länge der Ausstellungshalle wurde dadurch auf 125 Meter verkürzt. In der Fassade des Kopfbaus wurde der Eingang als Rundbogen verbreitert, die Pfeiler durch Mauervorlagen stark verbreitert und mit weiß glasierten Meißner Keramikplatten verkleidet. Der Portikus erhielt außerdem einen Turm mit einer markanten goldenen Spitze mit einem roten Sowjetstern in rund 60 Meter Höhe.
1977 ließ der Hallennutzer, die Sowjetunion, die Fassade neu gestalten. 2003 veranlasste die städtische Entwicklungsgesellschaft die weißen Kacheln aus Sicherheitsgründen abzunehmen. Der Portikus steht, wie drei andere Objekte auf dem alten Messegelände, unter Denkmalschutz.
Am 28. November 2016 erfolgte die Grundsteinlegung für die Sanierung und den Umbau zum Stadtarchiv, die Eröffnung desselben am 29. Oktober 2019. Der Zwischenbau wurde durch einen Neubau mit Magazin- und Büroflächen ersetzt und die Reste der rückgebauten Ausstellungshalle, ein Abschnitt des zentralen Mittelschiffs und die Außenwände des Südportals, sollen in einen Neubau für Depots der Museen, Büros des Jugendamtes und ein Innovationszentrum integriert werden. 

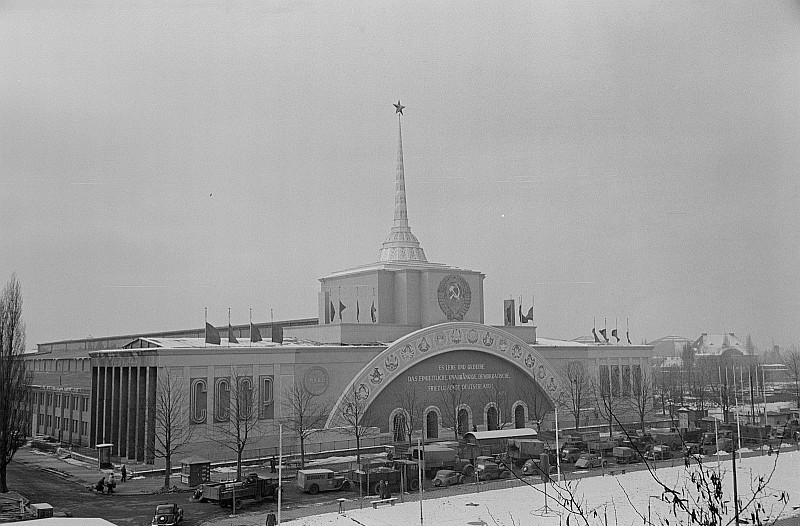
1951
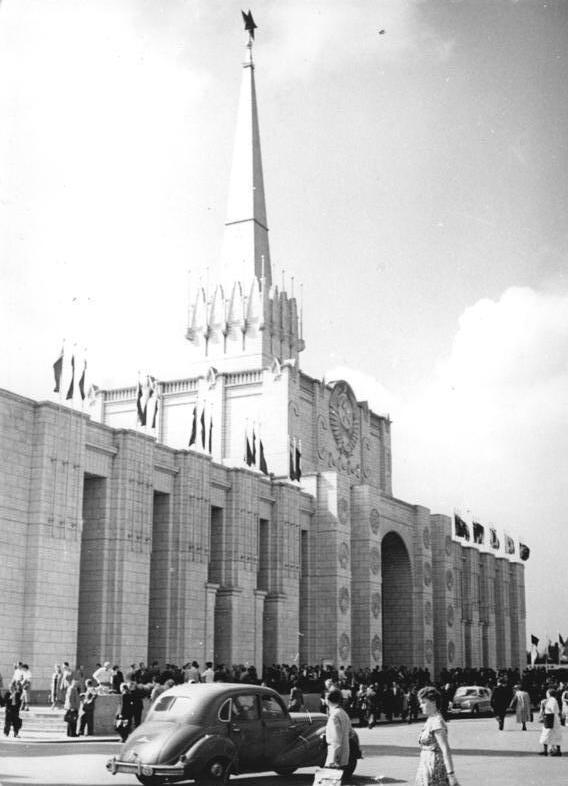
1954
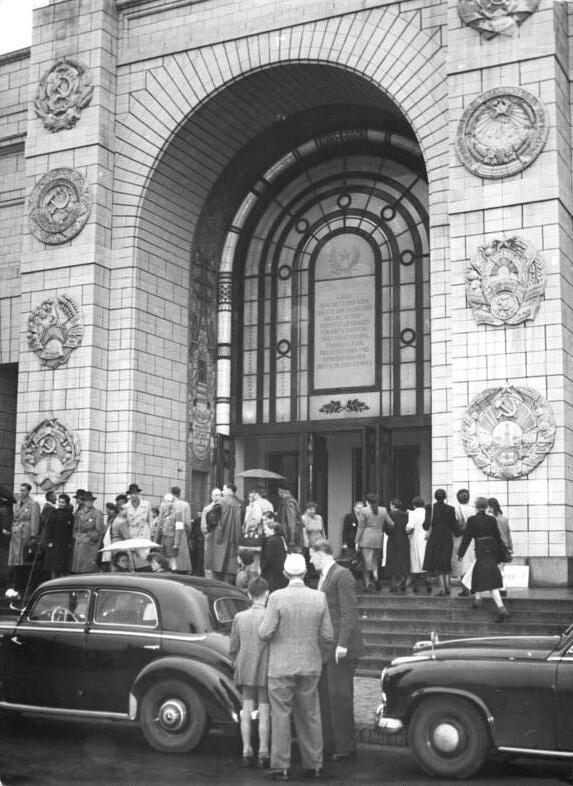
Evangelischer Kirchentag 1954
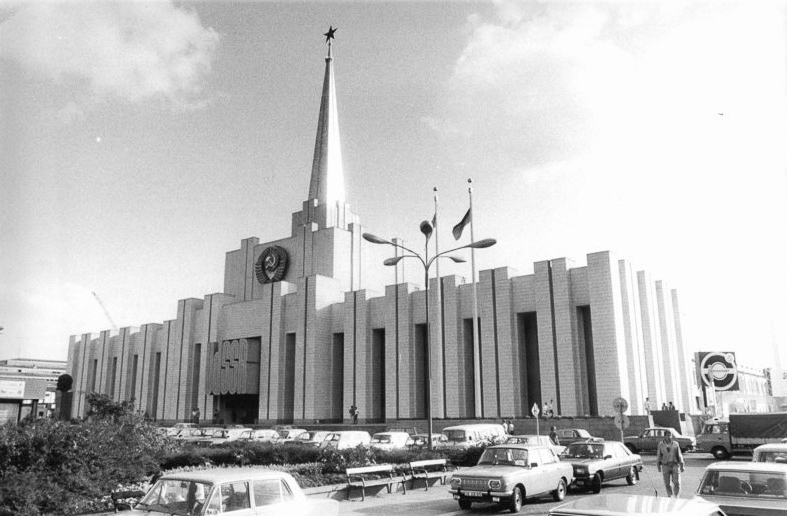
Herbstmesse 1985